# 有栖川宮威仁親王
有栖川宮威仁親王（日语：／、1862年2月11日（文久2年1月13日）—1913年7月5日），号钦堂，日本的皇族和軍人。祖上是后阳成天皇的第7皇子，被封为高松宮，后改封有栖川宮。威仁是第10代当主，明治天皇的从子，官職至軍事参議官。被授予元帥荣誉称号，海軍大将军衔。勳等为大勳位。功級为功三級。
有栖川宫帜仁亲王的第四子，生母为家女房的森則子。有栖川宮熾仁親王的異母弟。 幼称稠宮（さわのみや）。王妃为加賀国金沢藩主前田慶寧之女慰子（やすこ）。

## 生平

### 幼年时期
文久2年1月13日（1862年2月11日）出生于京都，被命名为稠宮殿下，内定继承妙法院門主后嗣。明治維新后，諸制度发生变革，明治4年（1871年）妙法院统内定继承权被取消。
明治7年（1874年）7月13日，进入海軍兵学校预科。明治9年（1876年），与前田慰子缔结婚約。
明治10年（1877年），熾仁親王任鹿儿島县逆徒征討总督，随同赴九州的西南战争战场遗迹視察。

### 青年期
明治11年（1878年），明治天皇授其親王宣下称号，并赐名威仁。
明治12年（1879年），威仁親王以太政官身份成为英国海军中国海舰隊旗舰铁公爵号成员，派往海峡舰队服役，在艦上工作約1年时間。归国後的明治13年（1880年）被授予少尉军衔，12月1日收到赴英国留学的命令，10日後的12月11日，与前田慰子結婚。

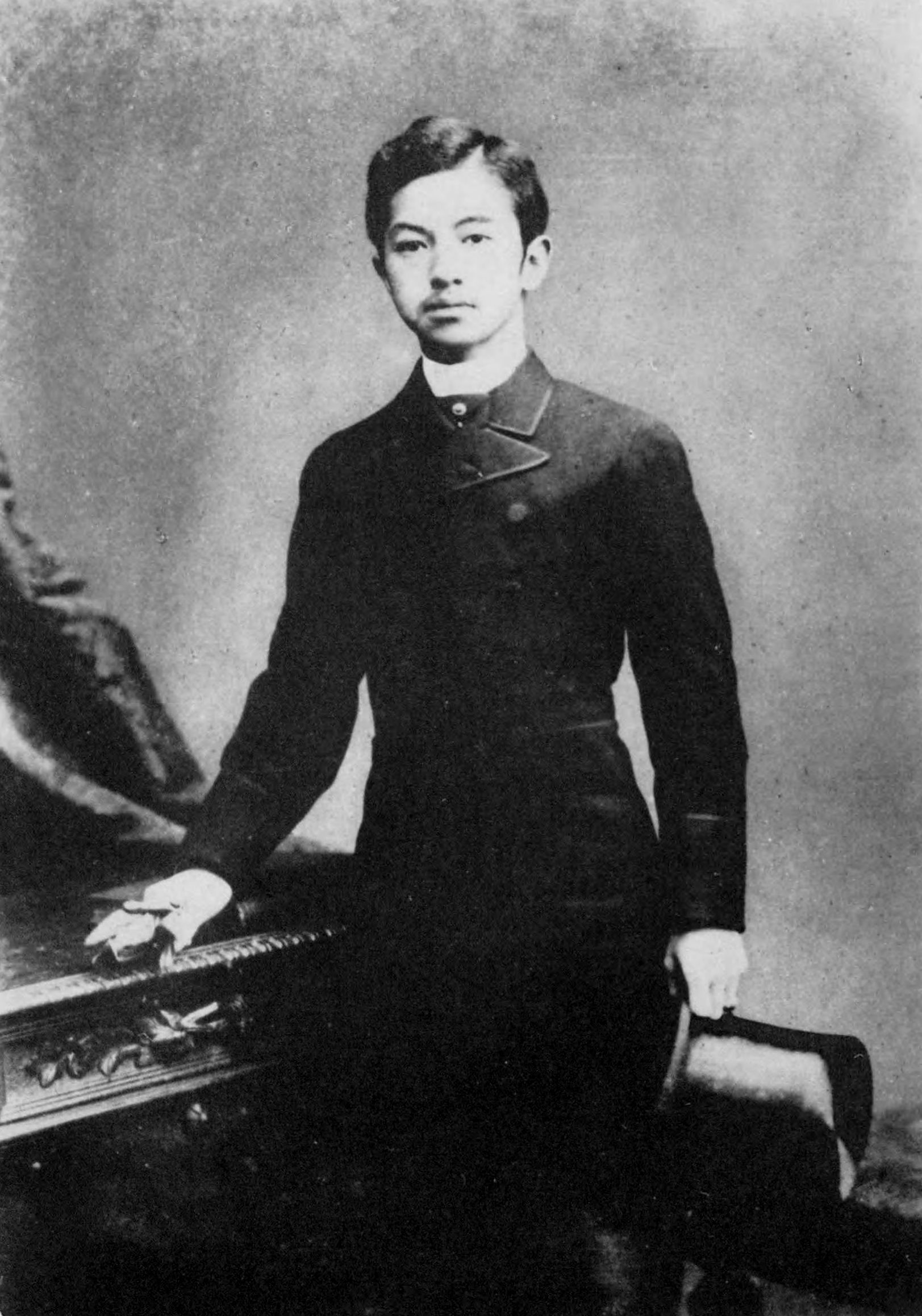
留学英国时的威仁亲王

明治14年（1881年）1月，威仁親王离开新婚妻子慰子，赴英国的格林威治皇家海军学院留学，3年半後的明治16年（1883年）6月学成归国。同年6月29日晋升海军大尉。

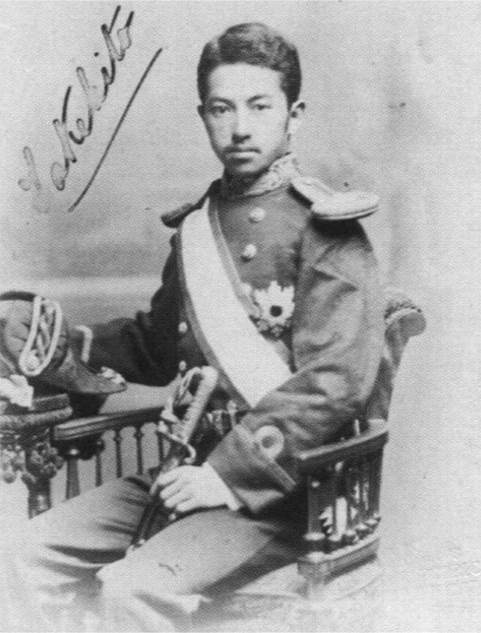
担任海军少尉时的有栖川宫威仁亲王

明治18年（1885年）10月5日，任扶桑号铁甲舰分队长。
明治19年（1886年）10月23日，晋升海军少佐。

### 壮年时期

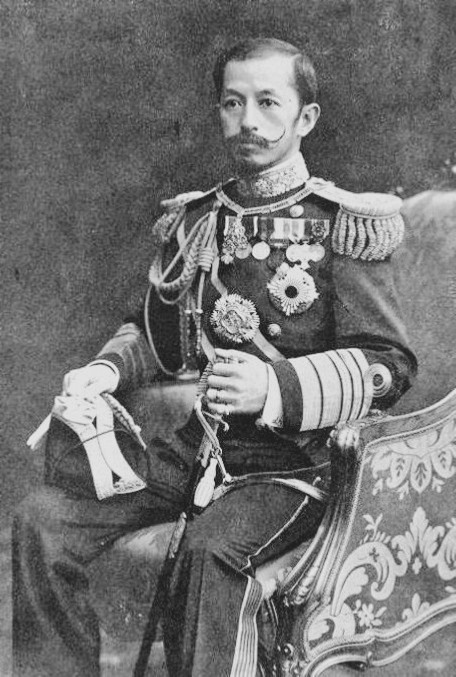
海軍大将時代

明治24年（1891年），威仁親王以海軍大佐担任巡洋舰高雄号舰長，俄罗斯帝国的尼古拉皇太子（后来的尼古拉二世）来日本访问时，威仁親王因有外国留学的经验，受命代表明治天皇接待，期间尼古拉皇太子在滋贺县大津市遇刺，史称大津事件。日俄关系恶化。
日清战争时期，威仁親王以海軍大佐任横須賀海兵团長，后在大本营任职，负责陸上勤務。明治27年（1894年）12月8日黄海海战结束后，担任联合舰队旗舰「松島号」舰長，翌年明治28年（1895年）1月，異母兄熾仁親王去世，暂时回国参加葬礼，并继承有栖川宫家主，此后发生的威海衛之战，在威仁親王复职后已经结束，因而失去实战经验。
明治29年（1896年）11月5日，任海军少将，常备舰队司令官。

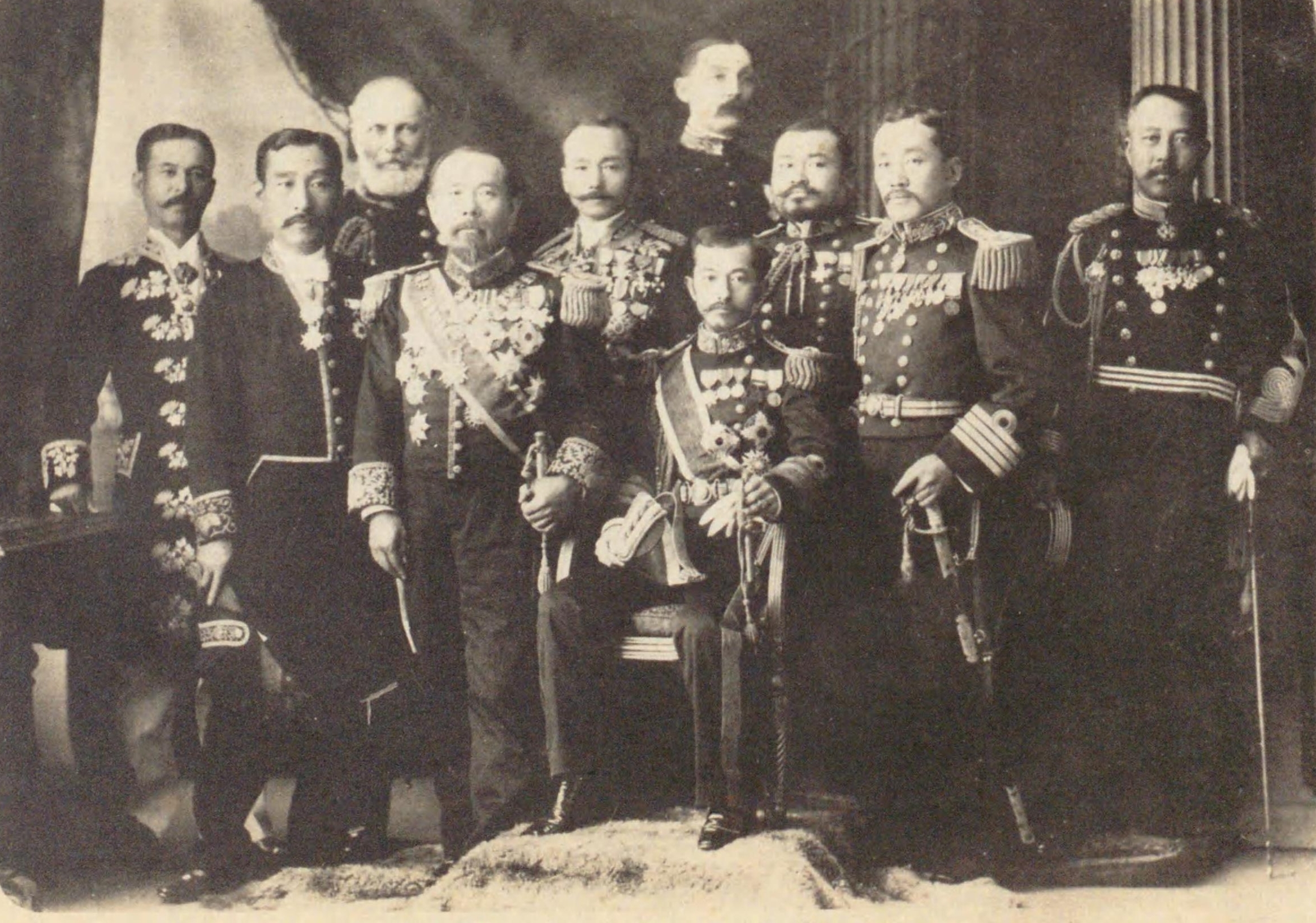
1897年，威仁亲王代表明治天皇出席英国维多利亚女王即位60周年庆典，中间坐者为威仁亲王，前排左二为伊藤博文。

1897年（明治30年），威仁亲王代表明治天皇出席英国维多利亚女王即位60周年庆典。伊藤博文等人陪同出席庆典。
1899年（明治32年）9月26日，晋升海军中将。威仁亲王深得明治天皇的信任，1899年至1903年被任命为皇太子的辅佐官，负责教育皇太子嘉仁亲王。

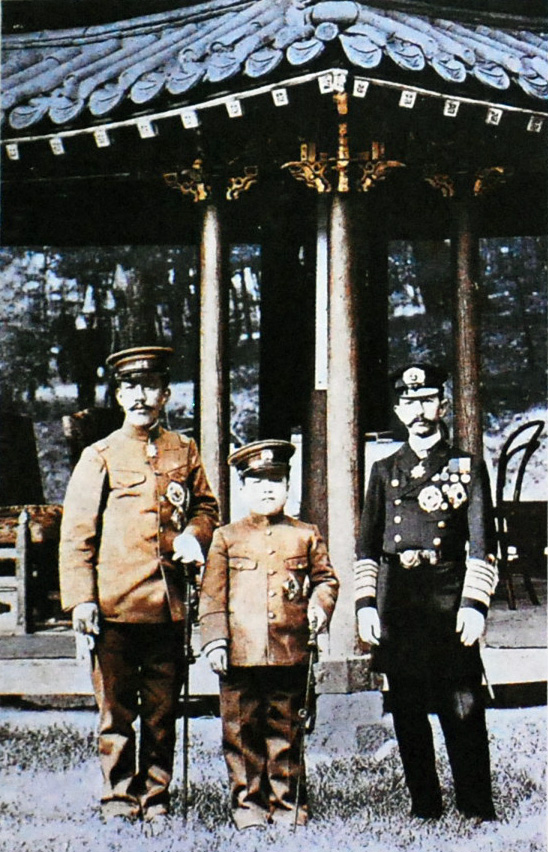
1907年，右起为威仁亲王、大韩帝国皇太子李垠和皇太子嘉仁亲王（日后为大正天皇）。

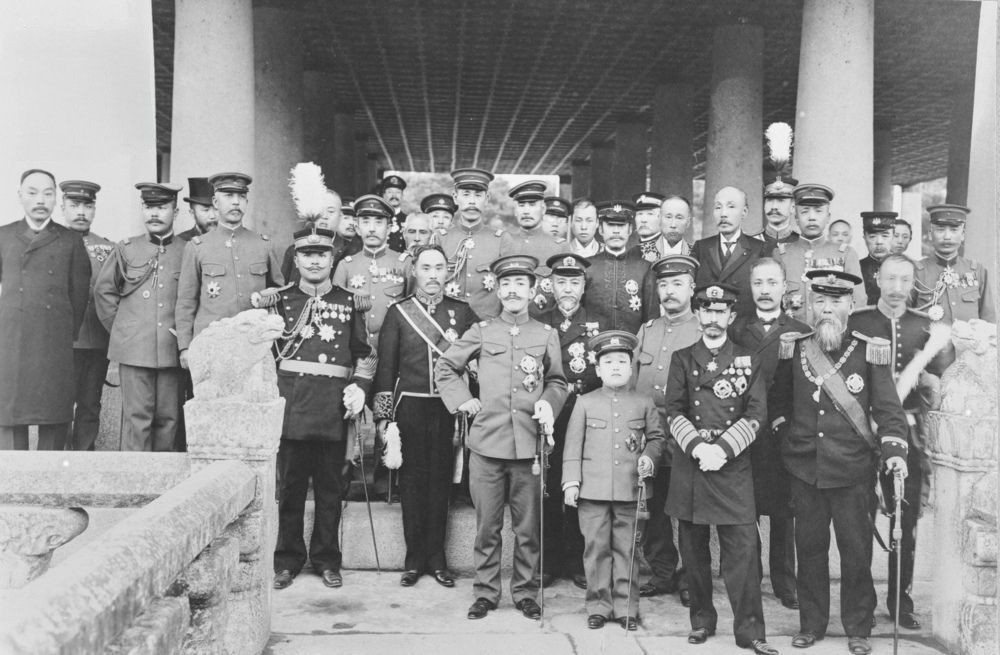
1907年，皇太子嘉仁亲王访问大韩帝国期间的合影，前排右起为伊藤博文、威仁亲王、桂太郎、大韩帝国皇太子李垠、东乡平八郎和皇太子嘉仁亲王。

1907年，威仁亲王随皇太子嘉仁亲王一同访问了大韩帝国。

### 晩年

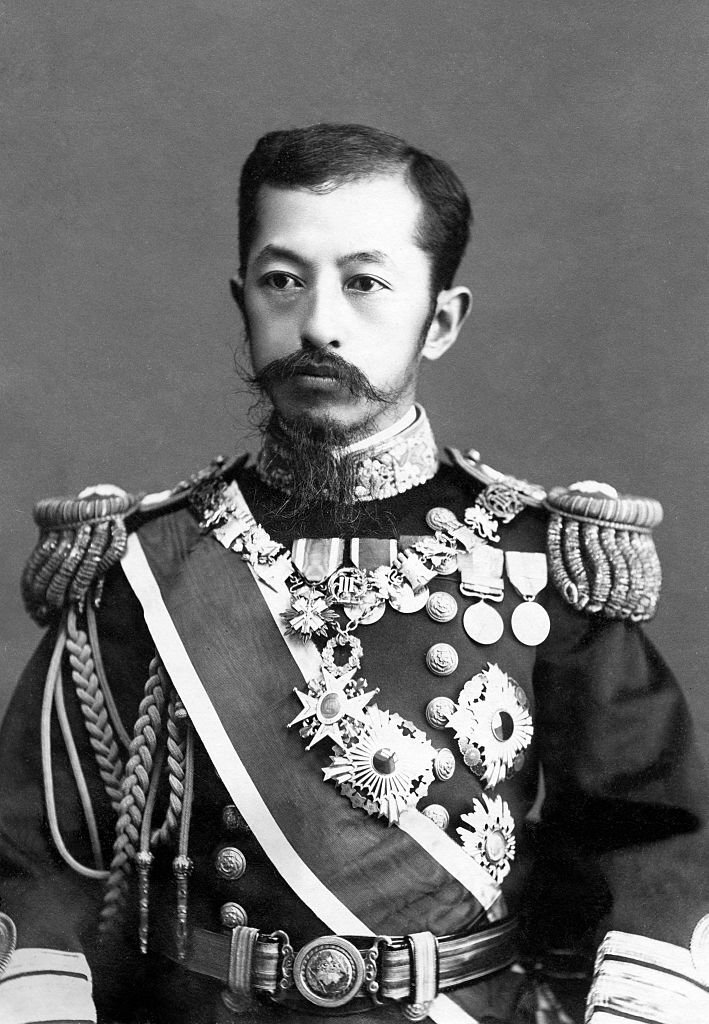
1905年时的威仁亲王

威仁親王天生体弱，屡次停职静养，其子栽仁王去世後患肺结核，现在的兵库县神户市垂水区的有栖川宮舞子別邸即是其静养时的旧址。
1913年3月3日凌晨1点，威仁亲王不适，经御医鹤崎平三郎检查，病情严重。6月10日，再次出现严重症状，危笃，大正天皇派遣御医三浦谨之助前往诊治。大正2年（1913年）7月5日，威仁親王在舞子別邸去世，年52歳。但是由于种种原因被秘密发丧，7月10日遗体以「御重体」被装上汽車送往東京的麹町区三年町1番地（現在的内閣府庁舎附近）宮邸。当天才开始发丧，死亡日期被定为7月10日，葬于豊島岡墓地。因《皇室典範》规定只有男性继承人才有继承权，因其子栽仁王早亡无后，有栖川宮被停爵。后大正天皇以有栖川宮从維新以来的功績考虑，让第三皇子宣仁親王創立高松宮並作為其後嗣。
威仁親王死后7月7日被授予元帥府元帅称号，颁授大勋位菊花章頸飾。

## 家族

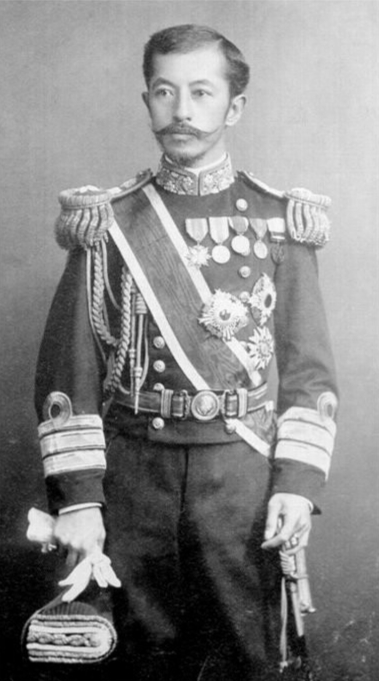
有栖川宫威仁亲王

威仁親王与慰子妃生有績子（いさこ）女王、栽仁（たねひと）王、實枝子（みえこ）女王3个子女。績子女王出生后不久夭折。 栽仁王1908年（明治41年）进入日本海軍兵學校就读，因阑尾炎20歳未婚就去世。實枝子女王下嫁德川慶久公爵，其女是高松宮宣仁親王妃喜久子，40岁时因结肠癌去世。

## 书法作品

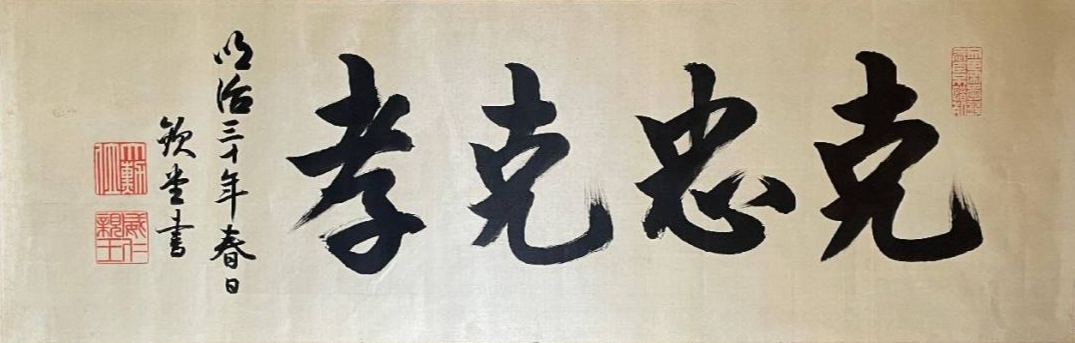
威仁亲王书写的“克忠克孝”四字横幅。

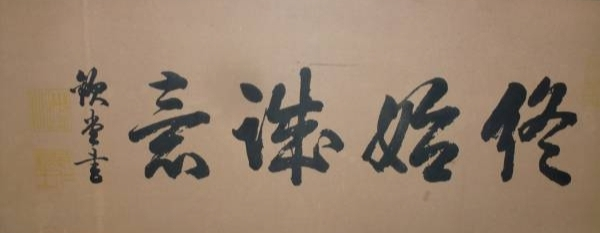
威仁亲王书写的“终始诛意”四字匾额。

和历代有栖川宫家当主一样，威仁亲王有着相当高深的书法造诣，其风格刚劲有致，气势恢宏，笔力浑厚但不失精致，还能表现出一种恬静之意。
位于福井县敦贺市气比神宫的匾额“气比神宫”四字就是由威仁亲王亲自书写。

## 轶事

1908年，威仁亲王（中）正在驾驶一辆英国制造的达拉克轿车，为日本首次的汽车自驾游。

威仁亲王酷爱汽车，被当时的人们称之为“汽车亲王”。1908年8月1日，威仁亲王进行了日本首次的汽车自驾游，目的地为谷保天满宫。威仁亲王亲自驾驶汽车，由于当时汽车是稀罕之物，民众争相观看，引起了不小的骚动。

## 威仁親王有关場所
- 天鏡閣　（福岛县猪苗代町に現存する元別邸、庭院中立有其銅像）
- 有栖川宮紀念公園　（位于東京都港区。有其兄熾仁親王的銅像）
- 神奈川県立近代美術館葉山館　（神奈川県三浦郡葉山町別邸遗迹。）
- シーサイドホテル舞子ビラ神戸（日语：舞子ビラ）　（威仁親王出生地、兵庫県神戸市垂水区在其別邸所建宾馆）
- 谷保天満宮（やぼてんまんぐう）　（1908年（明治41年）8月1日、威仁亲王主导的“远乘会”被称为日本第一个驱动器巡演，位于東京都国立市。有梅林撰写的「有栖川宮威仁親王殿下台臨記念」石碑）

## 関連团体
- 大日本帝国水難救済会  初代总裁
- 日本海員掖済会 初代总裁
- 帝国海事協会  初代总裁
- 水交社  总裁

## 链接
有栖川宮威仁親王の写真 （页面存档备份，存于）